# WiDi
Intel Wireless Display, скорочено WiDi технологія передавання медіаконтенту бездротовим шляхом, що розроблялася компанією Intel, базується на стандарті Wi-Fi. Технологія дозволяє передавати відео у реальному часі з ПК та мобільних пристроїв, з роздільною здатністю Full HD 1080p або вище, зі звуком моно/стерео та об'ємного 5.1 з низькою затримкою, до сумісних «дисплеїв» бездротовим шляхом.. Також, починаючи з версії 2.0 з'явилась підтримка технології захисту мультимедійного контенту HDCP 2.0.
Підтримують цю технологію, топові моделі ноутбуків, планшетів, починаючи від 2010 року до 2015-го, але Intel планувала зробити WiDi промисловим стандартом. 
Якщо пристрій, з якого потрібно передавати не підтримує цю технологію, то можна використовувати WiDi-адаптер (для ноутбуків), або підключенням до «монітору» медіа плеєра з підтримкою технології.
WiDi 6.0 була останньою версією. У жовтні 2015, розробка була припинена на користь Miracast — це стандарт розроблений Wi-Fi Alliance, який нативно підтримується Microsoft Windows 8.1 та новішими версіями. У Windows 10, вбудований бездротовий дисплей, так званий Project, який можна використовувати для віддзеркалення Win 10 на ТВ, для пристроїв, які підтримуються Miracast.